# Bacouël
Bacouël is een gemeente in het Franse departement Oise (regio Hauts-de-France) en telt 445 inwoners (2005). De plaats maakt deel uit van het arrondissement Clermont. In de gemeente ligt spoorwegstation Breteuil-Embranchement.

## Geografie
De oppervlakte van Bacouël bedraagt 5,4 km², de bevolkingsdichtheid is 82,4 inwoners per km².
De onderstaande kaart toont de ligging van Bacouël met de belangrijkste infrastructuur en aangrenzende gemeenten.

## Demografie
Onderstaande figuur toont het verloop van het inwonertal (bron: INSEE-tellingen).